# Sztudena Bara
Sztudena Bara (macedónul: Студена Бара) település Észak-Macedóniában, a Északkeleti körzetben, Kumanovo községben.

## Népesség
| Lakosok száma | 958  | 990  | 1070 | 870  | 637  | 427  | 403  | 344  | 231  |
|               | 1948 | 1953 | 1961 | 1971 | 1981 | 1991 | 1994 | 2002 | 2021 |

- 2002-ben 344 lakosa volt, akik közül 343 macedón és 1 szerb.